# 圣阿尔努 (瓦兹省)
圣阿尔努（法語：Saint-Arnoult，法語發音：[sɛ̃.t‿aʁnu] ⓘ）是法国瓦兹省的一个市镇，属于博韦区。

## 地理
圣阿尔努（49°37'56"N, 1°49'14"E）面积7.9 平方千米，位于法国上法蘭西大區瓦兹省，该省份为法国北部内陆省份，北起索姆省，西接厄尔省和滨海塞纳省，南至塞纳-马恩省和瓦兹河谷省，东临埃纳省。
与圣阿尔努接壤的市镇（或旧市镇、城区）包括：布罗基耶、弗基耶尔、莫利安、蒙索拉拜、米罗蒙、奥梅库尔、福尔默里。

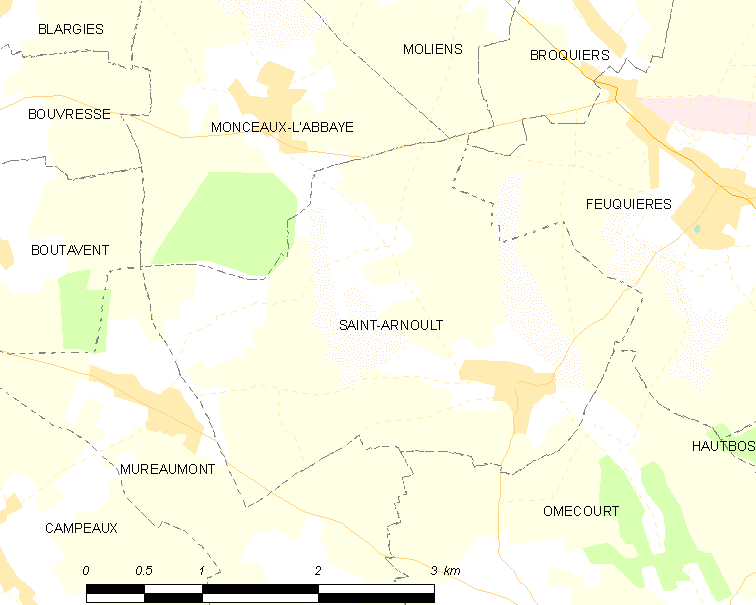
的OSM定位图

圣阿尔努的时区为UTC+01:00、UTC+02:00（夏令时）。

## 行政
圣阿尔努的邮政编码为60220，INSEE市镇编码为60566。

## 政治
圣阿尔努所属的省级选区为格朗维利耶县。

## 人口

1962-2008年间人口变化图示

圣阿尔努于2022年1月1日时的人口数量为202人。